# Hintlesham
 (juin 2018).
Si vous disposez d'ouvrages ou d'articles de référence ou si vous connaissez des sites web de qualité traitant du thème abordé ici, merci de compléter l'article en donnant les références utiles à sa vérifiabilité et en les liant à la section « Notes et références ».
Hintlesham est une localité d'Angleterre, au Royaume-Uni, située dans le district de Babergh, comté du Suffolk.

## Hintlesham Hall

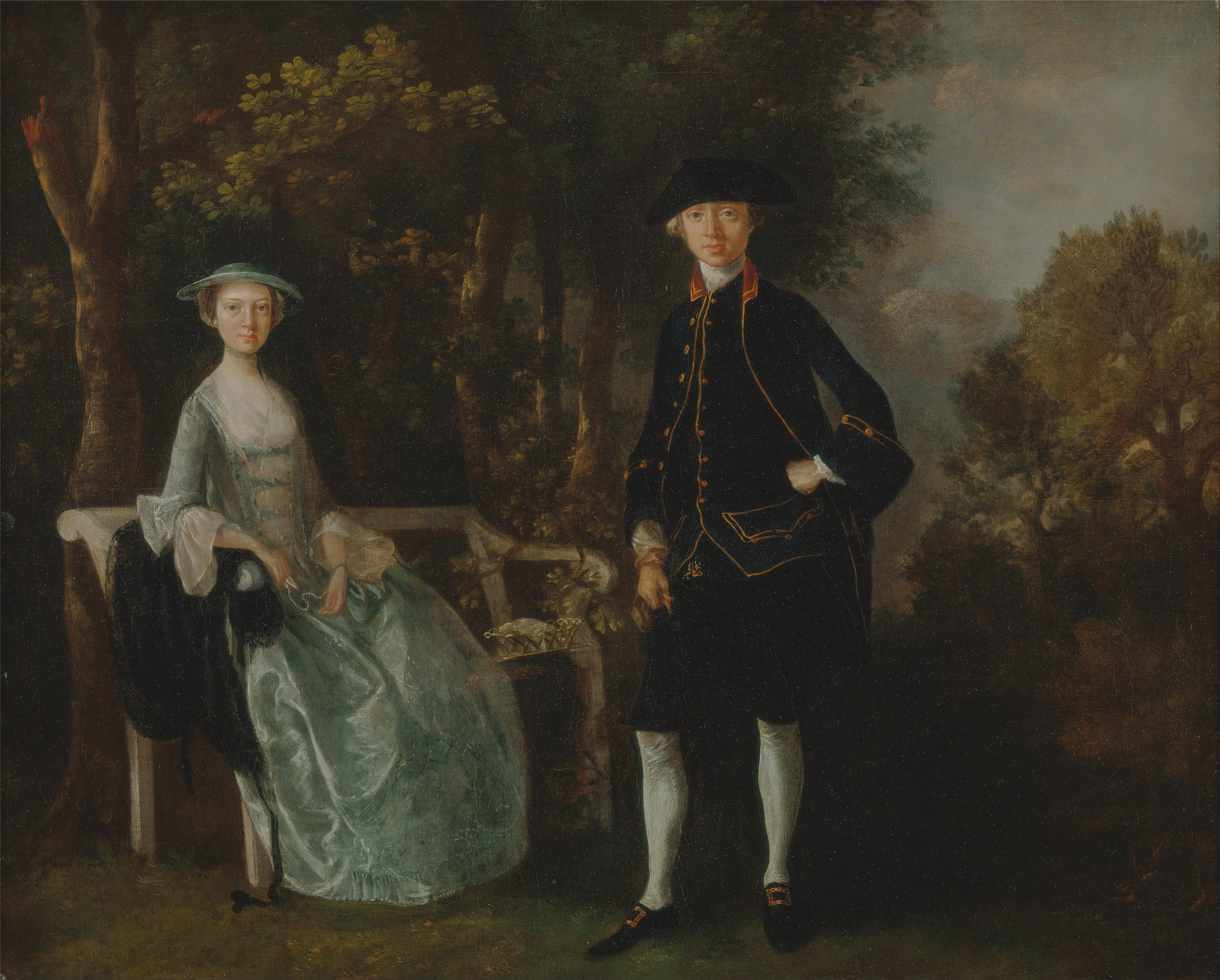
Lady Lloyd
et son fils Richard Savage Lloyd
de Hintlesham Hall
par Thomas Gainsborough, 1745-1746
Yale Center for British Art
New Haven.

À partir de 1448, Hintlesham Manor, bâtiment classé de style Tudor, est la propriété de Sir John Fortescue, qui l'utilise en partie comme tribunal local. En 1454, le manoir est acheté par John Timperley.
En août 1720, Richard Powys l'achète et sa famille y vit pendant près de 30 ans. Le bâtiment est vendu ensuite à l'avocat Richard Lloyd (décédé en 1761), qui devient solliciteur général. Son fils aîné Richard Savage Lloyd (env. 1730-1810), qui a siégé à la Chambre des communes de Grande-Bretagne de 1759 à 1768 en tant que député de Totnes, lui succède. Il est transmis par ses descendants jusqu'au début du XXe siècle.
En 1972, le chef de cuisine Robert Carrier le rachète et le restaure.